# Tabanus aurotestaceus
Tabanus aurotestaceus är en tvåvingeart som beskrevs av Walker 1854. Tabanus aurotestaceus ingår i släktet Tabanus och familjen bromsar. Inga underarter finns listade i Catalogue of Life.